# EBSi
EBSi는 한국교육방송공사가 운영하는 대한민국의 고등학생을 대상으로 한 온라인 교육 사이트이다. 2004년 초에 과도한 사교육비를 줄이기 위해 교육부 주도로 개설되었다. 그 이전에도 EBS에서는 수능강의를 개설하여 진행하고 있었으나 2004년에는 교육부가 적극 참여하여 확대 개설한 것이다. 개설 초기에 이 사이트는 개인이나 기업이 운영하는 온라인 교육 사이트와 대비되어, 온라인 공교육으로 불리기도 하였다. 이 사이트는 사교육의 대안을 넘어서, 저소득층 가정이나 농어촌 가정 등 이른바 소외계층의 학생도 양질의 교육을 받는 데 도움을 주고 있다. 현재 800만 명의 회원과 동시접속자 30만 명을 기록하고 있다.
EBS를 '사교육 대체재'로서의 기능을 충실히 하겠다는 의지와 맞물려,  2010년 3월 2일자로 유명 강사 영입, 동영상 화질과 다운로드 서비스 등을 개선한 홈페이지 리뉴얼을 진행하였다. 아울러 2011학년도 대학수학능력시험부터 EBS 연계교재 시리즈를 통해 70%를 연계 출제한다. 2021학년도 대학수학능력시험 70% 직접연계를 끝으로 2022학년도 대학수학능력시험부터는 50% 간접연계로 실시한다.

## 논술 강의
본고사를 금지하는 교육부의 방침에 따라 각 대학에서 실시하는 대학별 고사와 논술을 대비하는 강의이다. 크게 논술에 기본적인 내용을 강의하는 기본 강의와, 대학별 고사를 대비하는 강의가 있다 대학별 고사 대비 강의는 대학에 따라 다르나, 수시와 정시로 나누어 기출 문제를 해설하고 예상 문제를 제시하는 식으로 구성되어 있다. 또한, 수험생이 직접 작성한 논술문을 온라인으로 첨삭해주는 서비스도 있다.

## TV 방송
이 사이트의 강의는 일부 EBS 플러스 1로 방송된다. 초기인 2004년에는 대부분이 플러스 1로 방송되는 강의였으나, 점차 인터넷 전용 강의의 비중이 높아지고 있다. 2007년 중반부 들어서는 플러스 1 강의도 대부분 인터넷 선탑재 되고 있어 학생들의 진도 문제가 어느 정도 해결된 듯 보이나, 검수하는 사람의 검수를 거쳐야 하기에 진도가 느려지는 경우도 많이 있다.

## EBS 교재

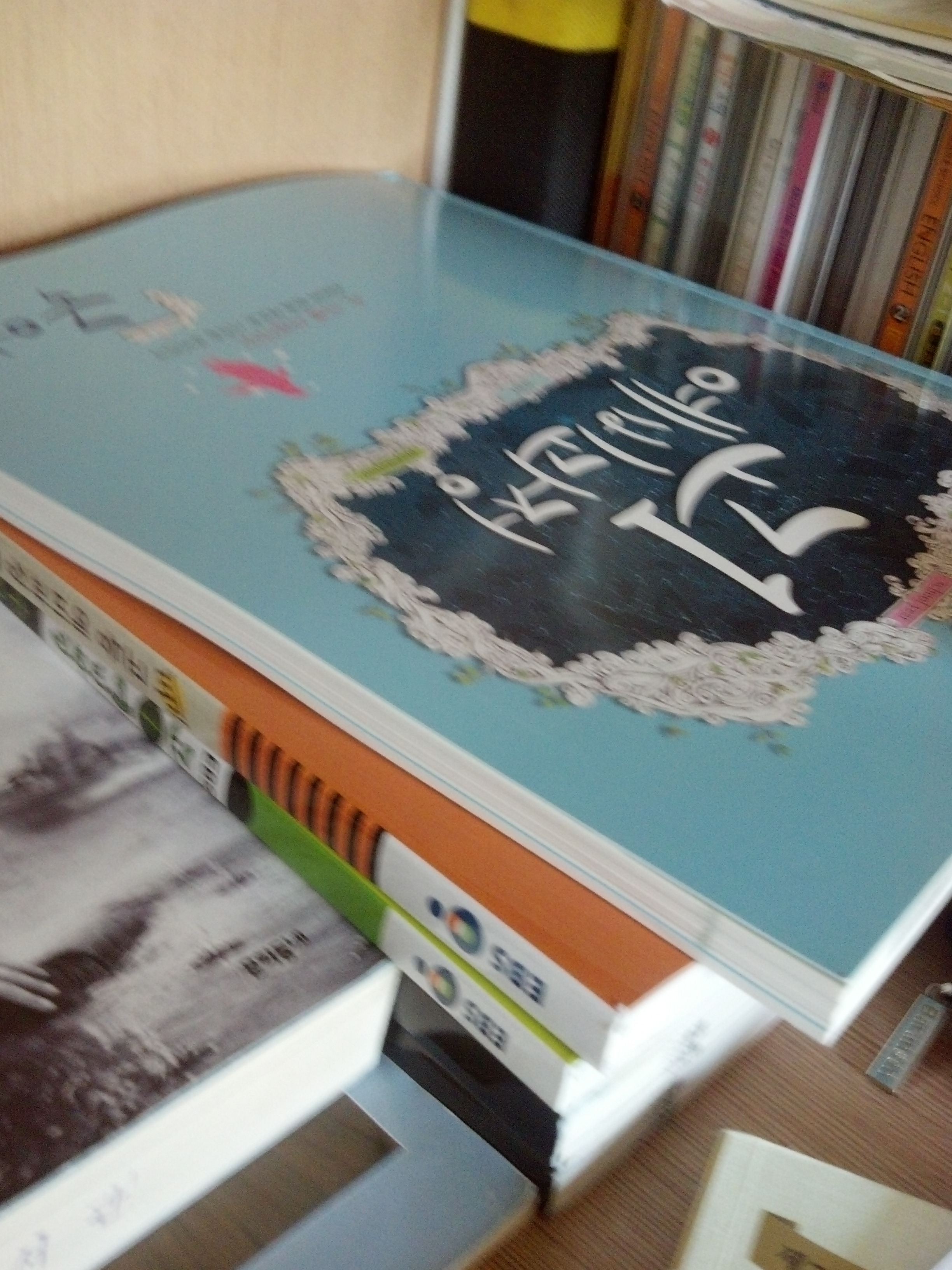
EBS교재

EBSi에서 제공하는 강의들은 대부분 교재를 판매하고 있다. 그러나 일부 인터넷 전용 강의는 각 강의 페이지에서 PDF나 hwp 파일 등의 파일교재를 내려받아서 쓰도록 하고 있다. EBSi의 방송 교재 집필에 한국교육과정평가원이 관여하고 있으며, ebs 연계 교재를 이용하겠다는 출제 방침 발표 이후 많은 수험생들이 ebs의 연계 교재를 구입하고 있다.
그러나 강의를 시청하지 않고 교재만 구입하여 학습하는 경우가 많으며, 영어의 경우 ebs의 연계 교재 지문을 그대로 따온 채 유형만 변경시킨 '변형교재'를 통해 사교육시장이 손을 뻗고 있다.

### 교재 종류
EBSi에서 펴내는 교재는 모두 동영상 강좌를 제공하고 있고, 종류가 매우 다양하다. 대표적인 교재로는 올림포스 시리즈, 뉴탐스런 시리즈, 수능특강 시리즈, 수능완성 시리즈 등이 있다.
2009년 7월부터는 인터넷 전용강의의 편의성을 높이기 위해 기존에 파일교재로 제공되던 것들을 출판사를 공모해 직접 출판 및 판매하여 수험생이 인쇄의 불편함 없이 보다 편리하게 이용할 수 있도록 하였다.
2011년 2월 말부터 EBS 수능 연계 교재를 학교 수업 등에서 활용하기 쉽도록 인터넷에 복제, 수정 불가능한 pdf 파일로 탑재하고 있다.
특히 2012학년도 6월 대수능 모의평가 이후에 ebs 교재의 연계 체감율이 높았다는 견해가 주류를 이루고 있다.
수능완성은 옛 10주 완성과 파이널 실전모의고사를 합본한 교재이다.
2011년 교재의 무더기 오류가 뒤늦게 발견되어서 문제가 되기도 했다.

## 교육 과정
교육 과정에 대해서는 큰 틀만 작성하였다.

#### 고등학교 1학년, 고등학교 2학년
- 예비고 1 : 고1 예비과정(국어/수학(상), (하)/영어)
- 예비고 2 : 수능길잡이(독서/문학/수학 1/수학 2/미적분/기하와 벡터/확률과 통계/영어 독해 구문편/영어 독해 유형편)
- 올림포스(국어 1/국어 2/문학/화법과 작문/독서와 문법/수학(상), (하)/수학 1/수학 2/미적분/확률과 통계/기하와 벡터Vocabulary/Basic Grammer/영어 독해 기본 1/영어 독해 기본 2/고교 영어 듣기 Basic)
- 뉴탐스런(사회문화/생활과 윤리/한국지리/한국사(상), (하)/일반사회/과학/세계지리/법과 정치/동아시아사/윤리와 사상/물리 1/화학 1/생명과학 1/지구과학 1/탐스런 물리 2/탐스런 화학 2/탐스런 생명과학 2/탐스런 지구과학 2)
- 올림포스 평가문제집(수학(상), (하)/수학 1/수학 2/미적분/확률과 통계/기하와 벡터)
- 뉴탐스런 평가문제집(사회/과학/물리 1/화학 1/생명과학 1/지구과학 1)

#### 고등학교 3학년/수능
- 수능개념(11월)
  - 국어영역
  - 수학영역 : 수학 I, 수학 II, 미적분, 확률과 통계
  - 영어영역
  - 한국사영역
  - 사회탐구영역 : 사회문화, 생활과 윤리, 한국지리, 윤리와 사상, 정치와 법, 세계지리, 동아시아사, 세계사, 경제
  - 과학탐구영역 : 물리학 I, 물리학 II, 화학 I, 화학 II, 생명과학 I, 생명과학 II, 지구과학 I, 지구과학 II
- 수능 1단계 : 수능특강(2월)
  - 전 과목
- 수능연계완성 3/4주 특강 고난도-신유형(4월)
  - 국어영역
  - 수학영역 : 가형/나형
  - 영어영역
  - 과학탐구영역 : 생명과학 I, 지구과학 I

- 수능의 7대 함정(5월)
  - 국어영역
  - 수학영역 : 가형/나형
  - 영어영역
  - 사회탐구영역 : 사회-문화, 생활과 윤리
  - 과학탐구영역 : 화학 I, 생명과학 I, 지구과학 I

- Final 실전모의고사(5월)
  - 국어영역 : 국어
  - 수학영역 : 수학 가형, 수학 나형
  - 영어영역 : 영어
  - 한국사영역 : 한국사
  - 사회탐구영역 : 생활과 윤리, 한국지리, 사회문화
  - 과학탐구영역 : 물리 I, 화학 I, 생명과학 I, 지구과학 I
- 수능 2단계 : 수능완성(6월)
  - 전 과목
- 봉투형 모의고사-만점 마무리
  - 국어영역 : 국어
  - 수학영역 : 수학 가형, 수학 나형
  - 영어영역 : 영어
- 시·도 교육청/수능·평가원 모의고사 문제풀이

## 대학수학능력시험 연계 교재
2011학년도부터 한국교육방송공사 교재가 대학수학능력시험과 연계되며, 2018학년도 대학수학능력시험과 연계되는 교재는 수능특강과 수능완성 2종이다.

## 논란 및 사건
- 처음 이 사이트가 구상되었을 때, 각계에서 많은 논란이 제기되었다. 특히 당시 교육인적자원부에서는 내실 있는 강의를 위해 고등학교 교사 뿐만 아니라 유명 학원 강사들도 채용할 것이라고 밝혔는데, 학원 강사를 공기업의 사교육 억제 프로그램에 동원하는 것이 옳은 것이냐는 의견이 제기되다.

#### 강사의 군대 비하 발언
EBSi가 출범한지 처음으로 방송통신위원회의 제재조치를 받게 된 사례. 서울의 하나고등학교 사립고 국어교사이면서 동시에 EBSi에서 '수능특강 언어영역'을 가르치던 교사 장희민씨가 남자와 여자의 언어 사용특징에 대한 강의 도중 "남자들은 군대 갔다 왔다고 좋아하죠, 그렇죠? 뭐 자기가 군대 갔다 왔으니까 뭐해달라고 맨날 여자한테 떼 쓰잖아요? 그런데 그걸 알아야지요. 군대가서 뭐 배워옵니까? 죽이는 것을 배워오죠. 여자들이 그렇게 힘들게 낳으면 걔네들은 죽이는 것 배우잖아요. 그럼 무엇을 잘했다는거죠, 도대체가? 무엇을 지키겠다는 거죠? 죽이는 것을 배워오면서. 걔네 처음부터 그거 안배웠으면 세상은 평화로
요." 라고 말했다. 해당 동영상 강의는 2010년 3월 경부터 EBSi 홈페이지에 탑재되었으나 이후 네티즌들의 지적으로 2010년 7월 25일 해당 강사의 사죄문이 게시됨과 함께 삭제되었다. 이에 대해 곽덕훈 전 EBS 사장까지 EBS 홈페이지에 '강의를 검증하지 않고 인터넷에 올린 것을 사과하는 동시에 단호한 조치를 내릴 것을 약속'하는 것을 골자로 하는 사과문을 게시하는 해프닝까지 벌어졌다.

## 같이 보기
- 지니어스
- 메가스터디
- EBS 플러스 1